# Caenohalictus moritzi
Caenohalictus moritzi är en biart som beskrevs av Johann Dietrich Alfken 1932. Caenohalictus moritzi ingår i släktet Caenohalictus och familjen vägbin. Inga underarter finns listade.